# 大遊協国際交流・援助・研究協会

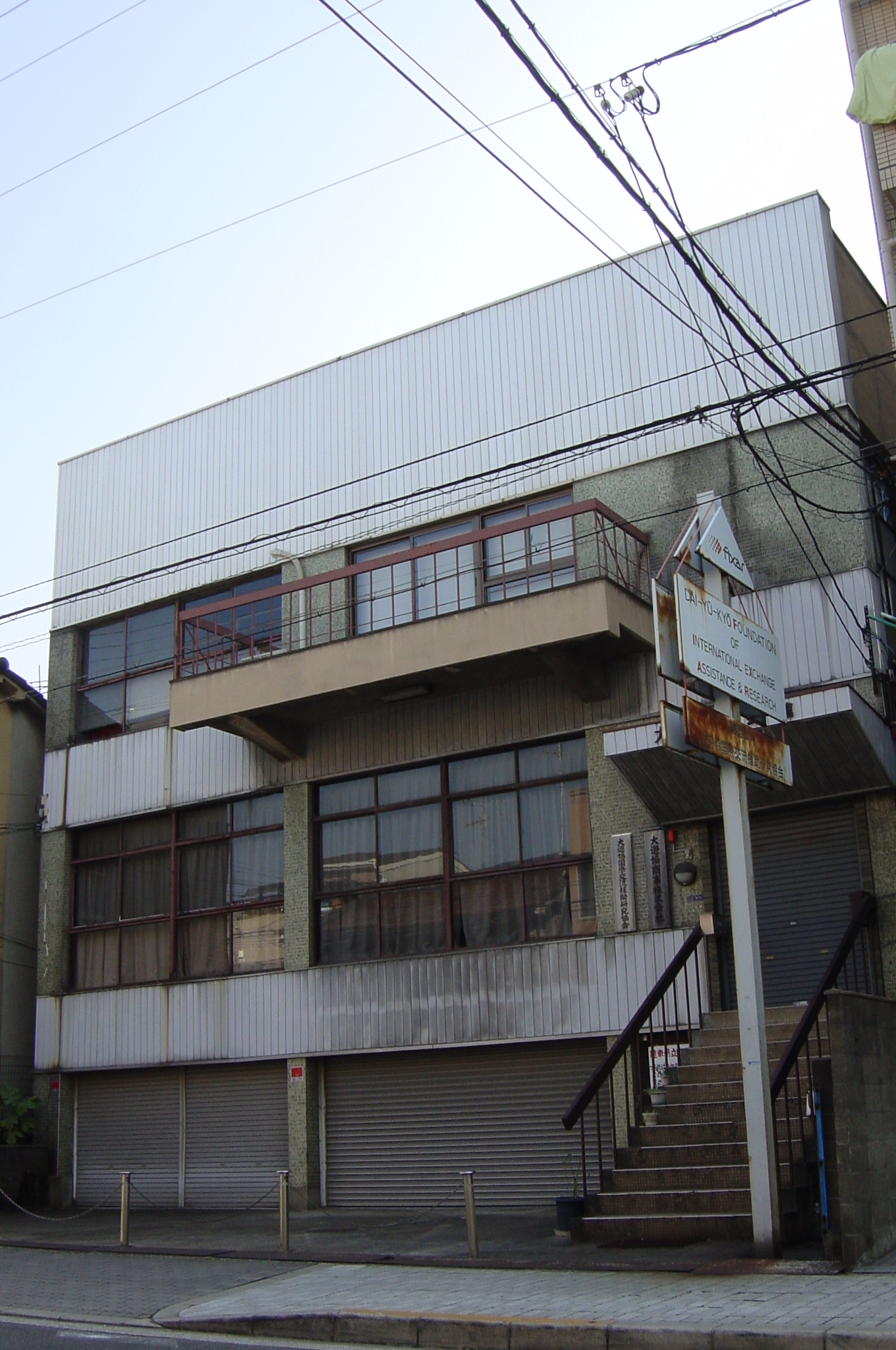
大遊連会館

公益財団法人大遊協国際交流・援助・研究協会（だいゆうきょうこくさい・えんじょ・けんきゅうきょうかい）は、大阪府遊技業協同組合と関係する企業が出資し、大阪の国際化進展、在阪留学生や大阪に一時滞在する外国人支援を目的に設立された民間の国際交流財団である。
1991年（平成3年）7月、大阪府及び大阪府公安委員会共管の財団法人として、大阪府知事の許可を得て、設立された。

## 事業活動
- 留学生に対する奨学金交付
- 困り事相談所
- 一時滞在の在阪外国人及び留学生に対する犯罪、事故被害防止等の広報啓発活動及びその助成
- 国際交流事業の推進及び関係団体への協力・協賛

## 奨学金支給大学一覧
| - 大阪樟蔭女子大学 - 大阪明浄大学 - 大阪国際大学 - 関西大学 - 関西医科大学 - 関西外国語大学 - 大谷女子大学 - 追手門学院大学 | - 近畿大学 - 摂南大学 - 帝塚山学院大学 - 阪南大学 - 梅花女子大学 - 羽衣国際大学 - プール学院大学 - 桃山学院大学 | - 大阪大学 - 大阪教育大学 - 大阪府立大学 - 大阪女子大学 - 大阪府立看護大学 - 大阪市立大学 - 大阪工業大学 - 大阪外国語大学 | - 大阪産業大学 - 大阪音楽大学 - 大阪商業大学 - 大阪芸術大学 - 大阪経済大学 - 大阪経済法科大学 - 大阪医科大学 - 大阪体育大学 |

（2008年（平成20年）4月現在）